# Чарівний ліхтар (фільм, 1903)
«Чарівний ліхтар» (фр. La lanterne magique) — німий короткометражний фільм Жоржа Мельєса. Дата прем'єри в Данії: 17 жовтня 1907 року.

## Сюжет
Два клоуна збирають чарівний ліхтар, який спочатку проектує рухомі зображення, потім з нього виходять танцюючі дівчини.

## Локації
Фільм знімався в Монтрей, Сен-Сен-Дені, Франція.

## Технічні характеристики
- Співвідношення сторін — 1.37:1
- Довжина плівки — 96,01 м
- Формат — 35 мм

## Цікаві факти
Картина входить в список фільмів, які переглядаються в Гарвардському університеті
У картині «Чарівний ліхтар» Мельєс вперше прийняв спосіб показати фільм у фільмі.